# يونيتا
يونيتا (União Nacional para a Independência Total de Angola) أو (الاتحاد الوطني للاستقلال الكلي الأنغولي) هوحزب سياسي في أنغولا.
تأسس الحزب في عام 1966 بواسطة جوناس سافيمبي.
في الانتخابات الرئاسية لعام 1992 حصل مرشح الحزب، جوناس سافيمبي على 1.98 صوت (40.07%).
في الانتخابات البرلمانية لعام 1992 حصل الحزب على 1 347 636 صوت (34.10%, 70 مقعد).